# Algrøyna
Algrøyna (eller Algrøy) är en ort och en ö i Øygardens kommun i Vestland fylke i västra Norge. Ön ligger väster om ön Sotra och har tillsammans med öarna Langøyna, Lokøyna och Syltøyna broförbindelse till Sotra. Högsta punkt på ön är Hillefjellet på 78 meter över havet. De flesta av öns invånare bor i orten med samma namn som ligger på öns nordöstra del.
Algrøyna har tidigare tillhört dåvarande Fjells kommun i Hordaland fylke.

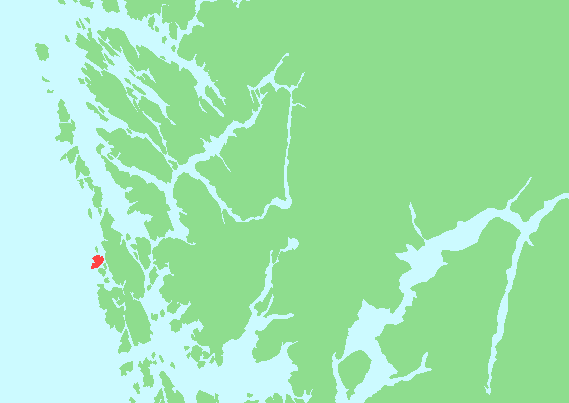
Ön Algrøynas läge.